# Єгипет і Рух неприєднання
Єгипет був одним із засновників Руху неприєднання. Підготовча зустріч до Першої конференції ДН у Белграді відбулася в Каїрі між 5 і 12 червня 1961 року. Спонсорами першої конференції ДН були президент Єгипту Гамаль Абдель Насер і президент Югославії Йосип Броз Тіто, які надіслали спільного листа іншим лідерам під час двосторонньої зустрічі в Єгипті. Каїр приймав Другу конференцію в жовтні 1964 року, в якій взяли участь сорок сім країн, тоді як єгипетський курорт Червоного моря Шарм-ель-Шейх приймав П'ятнадцяту конференцію у 2009 році. На час конференції в Шарм-еш-Шейху в діяльності руху брали участь 118 країн, деякі інші країни мали статус спостерігача. У конференції 2009 року взяли участь 55 глав держав. Офіційні єгипетські державні інституції розглядають рух як найширшу та найважливішу структуру для країн, що розвиваються, для координації своїх позицій з питань порядку денного Організації Об'єднаних Націй та спільних дій проти односторонньої політики.

## Історія

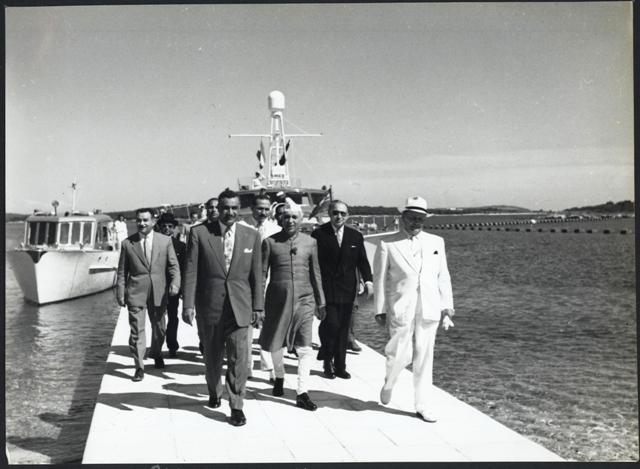
Насер, Тіто і Неру на островах Бріоні в 1956

Президент Гамаль Абдель Насер разом з Йосипом Броз Тіто з Югославії, Джавахарлалом Неру з Індії, Кваме Нкрумою з Гани та Сукарно з Індонезії відігравали провідну роль у перші дні руху. Після єгипетської революції 1952 року та харизматичного авторитету президента Насера в інших арабських країнах інші країни арабського світу наслідували приклад Єгипту, приєднавшись до РН.
Після Кемп-Девідської угоди деякі арабські країни та Куба різко критикували Єгипет, а представники Іраку закликали призупинити членство Єгипту в РН. Індія та Югославія принципово виступили проти цієї ініціативи, причому Югославія підкреслила своє невдоволення тим, що Єгипет не зміг забезпечити раніше арабську спільну позицію для переговорів у Кемп-Девіді.